# بلدة برين (ميشيغان)
برين (بالإنجليزية: Breen Township, Michigan)‏ هي بلدة تقع بولاية ميشيغان في الولايات المتحدة. تبلغ مساحتها 228.6 (كم²)، وترتفع عن سطح البحر 324 م، بلغ عدد سكانها 479 نسمة في عام تعداد الولايات المتحدة 2000 حسب إحصاء مكتب تعداد الولايات المتحدة وتصل الكثافة السكانية فيها 2.1 نسمة/كم2.

## أعلام
- أوسكار جي. جونسون

## وصلات خارجية
- The US50 - Cities and Towns in Michigan State
- Michigan Cities and Towns, Facts, Map, Flag, Colleges, Government, and More